# Teo Cruz
Teófilo Cruz Downs, detto Teo (Santurce, 8 gennaio 1942 – Trujillo Alto, 30 agosto 2005), è stato un cestista portoricano.

## Carriera
Venne selezionato dai Los Angeles Lakers al sesto giro del Draft NBA 1965 (52ª scelta assoluta).
Con Porto Rico disputò cinque edizioni dei Giochi olimpici (Roma 1960, Tokyo 1964, Città del Messico 1968, Monaco 1972, Montréal 1976) e i Campionati mondiali del 1974.

## Palmarès
- Coppa del Belgio: 1

Racing Mechelen 1970